# إيوان توماس
إيوان توماس (بالإنجليزية: Iwan Thomas) هو منافس ألعاب قوى بريطاني، ولد في 5 يناير 1974 في Farnborough, London ‏ في المملكة المتحدة.

## وصلات خارجية
- إيوان توماس على موقع الاتحاد الدولي لألعاب القوى (الإنجليزية)
- إيوان توماس على موقع اللجنة الأولمبية الدولية (الإنجليزية)
- إيوان توماس على موقع أوليمبيديا (الإنجليزية)
- إيوان توماس على موقع اللجنة الأولمبية البريطانية (الإنجليزية)
- إيوان توماس على موقع اتحاد ألعاب الكومنولث (مؤرشف) (الإنجليزية)